# Their Law: The Singles 1990-2005
Their Law: The Singles 1990-2005 is een single collectie van de Britse Raveact The Prodigy. De collectie kwam uit op 17 oktober 2005 en kwam op 23 oktober op #1 binnen in de Britse albumhitlijsten.
Een collectie van bijna alle singles die The Prodigy in 15 jaar heeft uitgebracht. Het album is uitgebracht in een beperkte uitgave (1 cd) en een normale versie (2 cd's). Tevens is er naast de release van het album een dvd uitgebracht met alle video's van The Prodigy. De singles Fire en Baby's Got A Temper staan niet op het album vanwege het feit dat Liam een hekel heeft aan deze singles. Het nummer Their Law is nooit een single geweest. De beperkte uitgave bevat een extra cd met daarop remixen, zeldzame en nieuwe nummers plus een aantal live nummers. De dvd bevat naast de video's (alleen Fire ontbreekt, Liam had ook een hekel aan de video voor dit nummer.) ook een compleet liveoptreden uit 1997 en een aantal "Behind the scènes " video's.
De album heeft drie versies: een 1-cd versie, een gelimiteerde 2-cd versie en een dvd.
Van dit album komt de single Voodoo People/Out of Space dat #20 in de Britse single hitlijsten haalde.

## Nummers

### CD

#### CD1
1. "Firestarter" (Originele Mix) - 4:42
2. "Their Law" (05 Edit) - 5:36
3. "Breathe" (Originele Mix) - 5:36
4. "Out of Space" (Originele Mix) - 5:02
5. "Smack My Bitch Up" (Originele Mix) - 5:43
6. "Poison" (95 EQ) - 4:01
7. "Girls" (Originele Mix) - 4:12
8. "Voodoo People" (05 Edit) - 3:40
9. "Charly" (Alley Cat Remix) - 5:22
10. "No Good (Start the Dance)" (Originele Mix) - 6:19
11. "Spitfire" (05 Versie) - 3:26
12. "Jericho" (Originele Mix) - 3:46
13. "Everybody In The Place" (Fairground Remix) - 5:09
14. "One Love" (Originele 12" Mix) - 5:25
15. "Hotride" (Originele Mix) - 4:32

#### CD2
1. "Razor" (Originele Mix) - 4:00
2. "Back 2 Skool" (Originele Mix) - 5:02
3. "Voodoo People" (Pendulum Remix) - 5:07
4. "Under My Wheels" (Remix) - 3:14
5. "No Man Army" (Edit) - 4:10
6. "Molotov Bitch" (Originele Mix) - 4:54
7. "Voodoo Beats" (Originele Mix) - 3:54
8. "Out of Space" (Audio Bullys Remix) - 4:56
9. "The Way It Is" (Live Remix) - 4:16
10. "We Are The Ruffest" (Originele Mix) - 5:18
11. "Your Love" (Originele Mix) 6:02
12. "Spitfire" (Live) - 4:11
13. "Their Law" (Live) - 5:31
14. "Breathe" (Live) - 6:39
15. "Serial Thrilla" (Live) - 5:15
16. "Firestarter" (Live) - 5:21

### DVD

#### Live atBrixton Academy1997
1. "Smack My Bitch Up"
2. "Voodoo People"
3. "Voodoo Beats"
4. "Their Law"
5. "Funky Shit"
6. "Breathe"
7. "Serial Thrilla"
8. "Mindfields"
9. "Fuel My Fire"
10. "Firestarter"

#### Promo Video's
1. "Firestarter"
2. "Poison"
3. "No Good (Start the Dance)"
4. "Breathe"
5. "Out of Space"
6. "Smack My Bitch Up"
7. "Charly"
8. "Spitfire"
9. "Voodoo People"
10. "Girls"
11. "Everybody In The Place"
12. "Baby's Got A Temper"
13. "Wind It Up"
14. "One Love"

#### Andere Video's
1. "Spitfire" (Live op Pinkpop 2005)
2. "Their Law" (Live op het Rode Plein 1997)
3. "Break And Enter" (Live op Glastonbury 1995)
4. "Out of Space" (Achter de Schermen)
5. "Voodoo People" (Achter de Schermen)
6. "Poison" (Achter de Schermen)
7. "Always Outnumbered Never Outgunned" (Demo Mix)
8. "Voodoo People" (Pendulum Remix)
9. "Firestarter" (Achter de Schermen)

## Hitnotering
| "Their Law: The Singles 1990-2005" in de Nederlandse Album Top 100 - binnen: 22-10-2005 | "Their Law: The Singles 1990-2005" in de Nederlandse Album Top 100 - binnen: 22-10-2005 | "Their Law: The Singles 1990-2005" in de Nederlandse Album Top 100 - binnen: 22-10-2005 | "Their Law: The Singles 1990-2005" in de Nederlandse Album Top 100 - binnen: 22-10-2005 | "Their Law: The Singles 1990-2005" in de Nederlandse Album Top 100 - binnen: 22-10-2005 | "Their Law: The Singles 1990-2005" in de Nederlandse Album Top 100 - binnen: 22-10-2005 | "Their Law: The Singles 1990-2005" in de Nederlandse Album Top 100 - binnen: 22-10-2005 | "Their Law: The Singles 1990-2005" in de Nederlandse Album Top 100 - binnen: 22-10-2005 | "Their Law: The Singles 1990-2005" in de Nederlandse Album Top 100 - binnen: 22-10-2005 | "Their Law: The Singles 1990-2005" in de Nederlandse Album Top 100 - binnen: 22-10-2005 | "Their Law: The Singles 1990-2005" in de Nederlandse Album Top 100 - binnen: 22-10-2005 | "Their Law: The Singles 1990-2005" in de Nederlandse Album Top 100 - binnen: 22-10-2005 | "Their Law: The Singles 1990-2005" in de Nederlandse Album Top 100 - binnen: 22-10-2005 | "Their Law: The Singles 1990-2005" in de Nederlandse Album Top 100 - binnen: 22-10-2005 | "Their Law: The Singles 1990-2005" in de Nederlandse Album Top 100 - binnen: 22-10-2005 | "Their Law: The Singles 1990-2005" in de Nederlandse Album Top 100 - binnen: 22-10-2005 | "Their Law: The Singles 1990-2005" in de Nederlandse Album Top 100 - binnen: 22-10-2005 | "Their Law: The Singles 1990-2005" in de Nederlandse Album Top 100 - binnen: 22-10-2005 | "Their Law: The Singles 1990-2005" in de Nederlandse Album Top 100 - binnen: 22-10-2005 | "Their Law: The Singles 1990-2005" in de Nederlandse Album Top 100 - binnen: 22-10-2005 | "Their Law: The Singles 1990-2005" in de Nederlandse Album Top 100 - binnen: 22-10-2005 | "Their Law: The Singles 1990-2005" in de Nederlandse Album Top 100 - binnen: 22-10-2005 | "Their Law: The Singles 1990-2005" in de Nederlandse Album Top 100 - binnen: 22-10-2005 | "Their Law: The Singles 1990-2005" in de Nederlandse Album Top 100 - binnen: 22-10-2005 | "Their Law: The Singles 1990-2005" in de Nederlandse Album Top 100 - binnen: 22-10-2005 | "Their Law: The Singles 1990-2005" in de Nederlandse Album Top 100 - binnen: 22-10-2005 | "Their Law: The Singles 1990-2005" in de Nederlandse Album Top 100 - binnen: 22-10-2005 | "Their Law: The Singles 1990-2005" in de Nederlandse Album Top 100 - binnen: 22-10-2005 | "Their Law: The Singles 1990-2005" in de Nederlandse Album Top 100 - binnen: 22-10-2005 | "Their Law: The Singles 1990-2005" in de Nederlandse Album Top 100 - binnen: 22-10-2005 | "Their Law: The Singles 1990-2005" in de Nederlandse Album Top 100 - binnen: 22-10-2005 | "Their Law: The Singles 1990-2005" in de Nederlandse Album Top 100 - binnen: 22-10-2005 | "Their Law: The Singles 1990-2005" in de Nederlandse Album Top 100 - binnen: 22-10-2005 | "Their Law: The Singles 1990-2005" in de Nederlandse Album Top 100 - binnen: 22-10-2005 |
| Week                                                                                    | 01                                                                                      | 02                                                                                      | 03                                                                                      | 04                                                                                      | 05                                                                                      | 06                                                                                      | 07                                                                                      | 08                                                                                      | 09                                                                                      | 10                                                                                      | 11                                                                                      | 12                                                                                      | 13                                                                                      | 14                                                                                      | 15                                                                                      | 16                                                                                      | 17                                                                                      | 18                                                                                      |                                                                                         | 19                                                                                      |                                                                                         | 20                                                                                      | 21                                                                                      | 22                                                                                      | 23                                                                                      | 24                                                                                      | 25                                                                                      | 26                                                                                      | 27                                                                                      | 28                                                                                      |                                                                                         | 29                                                                                      |                                                                                         |
| --------------------------------------------------------------------------------------- | --------------------------------------------------------------------------------------- | --------------------------------------------------------------------------------------- | --------------------------------------------------------------------------------------- | --------------------------------------------------------------------------------------- | --------------------------------------------------------------------------------------- | --------------------------------------------------------------------------------------- | --------------------------------------------------------------------------------------- | --------------------------------------------------------------------------------------- | --------------------------------------------------------------------------------------- | --------------------------------------------------------------------------------------- | --------------------------------------------------------------------------------------- | --------------------------------------------------------------------------------------- | --------------------------------------------------------------------------------------- | --------------------------------------------------------------------------------------- | --------------------------------------------------------------------------------------- | --------------------------------------------------------------------------------------- | --------------------------------------------------------------------------------------- | --------------------------------------------------------------------------------------- | --------------------------------------------------------------------------------------- | --------------------------------------------------------------------------------------- | --------------------------------------------------------------------------------------- | --------------------------------------------------------------------------------------- | --------------------------------------------------------------------------------------- | --------------------------------------------------------------------------------------- | --------------------------------------------------------------------------------------- | --------------------------------------------------------------------------------------- | --------------------------------------------------------------------------------------- | --------------------------------------------------------------------------------------- | --------------------------------------------------------------------------------------- | --------------------------------------------------------------------------------------- | --------------------------------------------------------------------------------------- | --------------------------------------------------------------------------------------- | --------------------------------------------------------------------------------------- |
| Nummer                                                                                  | 24                                                                                      | 18                                                                                      | 19                                                                                      | 22                                                                                      | 30                                                                                      | 47                                                                                      | 64                                                                                      | 72                                                                                      | 71                                                                                      | 77                                                                                      | 70                                                                                      | 69                                                                                      | 70                                                                                      | 66                                                                                      | 67                                                                                      | 96                                                                                      | 95                                                                                      | 99                                                                                      | uit                                                                                     | 94                                                                                      | uit                                                                                     | 77                                                                                      | 69                                                                                      | 77                                                                                      | 76                                                                                      | 95                                                                                      | 77                                                                                      | 83                                                                                      | 90                                                                                      | 91                                                                                      | uit                                                                                     | 78                                                                                      | uit                                                                                     |